# Megachile monstrifica
Megachile monstrifica är en biart som beskrevs av Morawitz 1878. Megachile monstrifica ingår i släktet tapetserarbin, och familjen buksamlarbin. Inga underarter finns listade i Catalogue of Life.